# Fuente de los Delfines (San Antón)

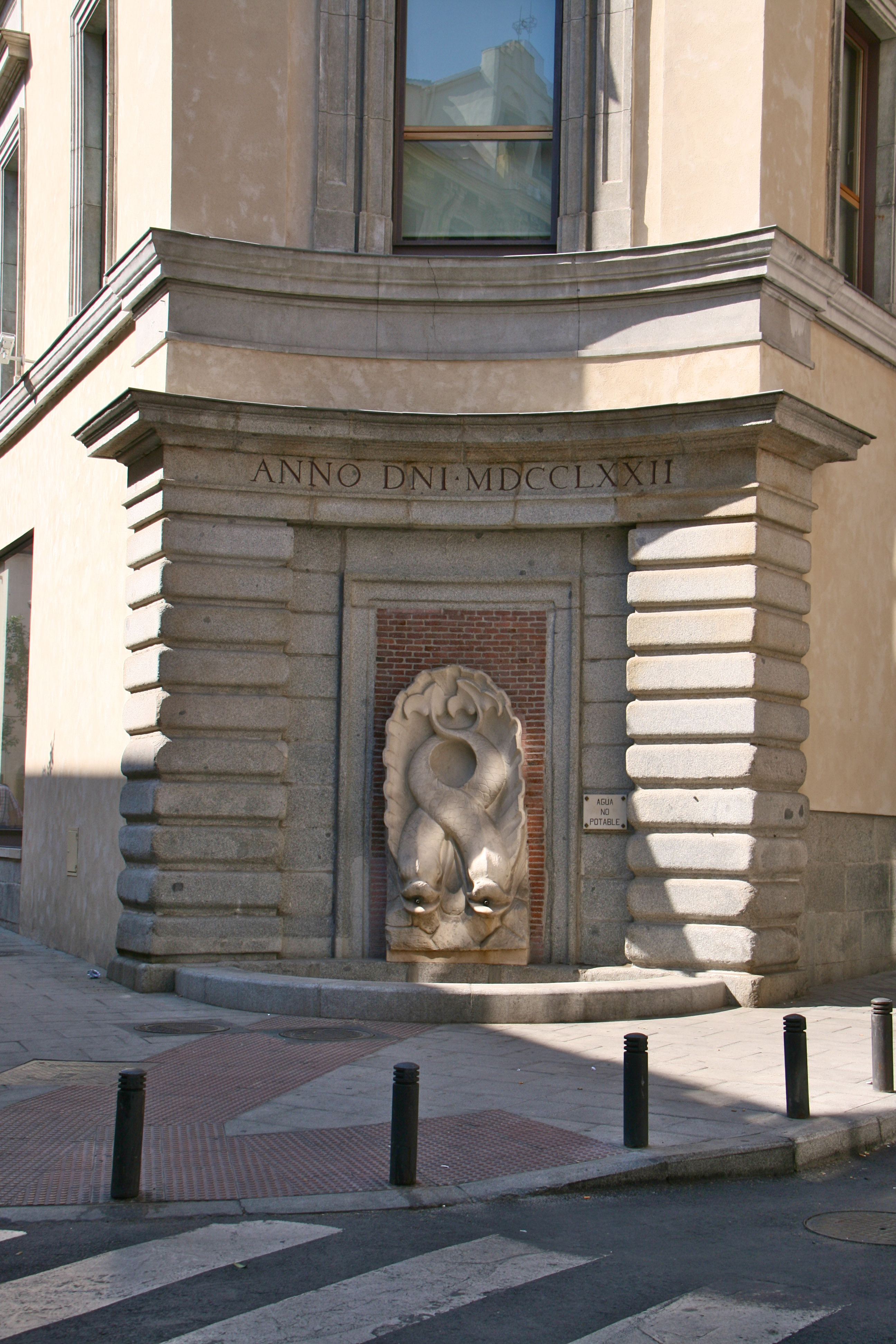
La fuente de los Delfines, antes fuente de los Galápagos de San Antón, en 2012.

La Fuente de los Delfines es una fuente de la ciudad de Madrid situada en la calle de Hortaleza esquina a la calle de Santa Brígida, en el chaflán del gran espacio museístico, docente y de servicios municipales creado por el COAM con la rehabilitación total de las Escuelas Pías de San Antón. La fuente conservada en el inicio del siglo xxi es fruto de la remodelación, hecha hacia 1900, de la anterior fuente de los Galápagos, obra de Ventura Rodríguez de 1772. Reconstrucción en la que lo más notable fue la sustitución de los antiguos galápagos por delfines, detalle que desde entonces determinaría su actual nombre.

## Historia
Tras la demolición en el inicio de la segunda mitad del siglo xviii, de la fuente de las Recogidas, y cuyo gran pilón estorbaba al creciente tráfico en estas estrechas vías, se le encargó al arquitecto Ventura Rodríguez el trazo de una nueva fuente adosada al edificio del convento y colegio de los padres Antonianos de san Antonio Abad, y luego Escolapios, encargo que presentó el 12 de junio de 1770. La obra se terminó en 1772, año que todavía figura en números romanos en el friso con la inscripción «ANNO DNI MDCCLXXII», y que se conservó en el proceso de remodelación de principio del siglo xx.

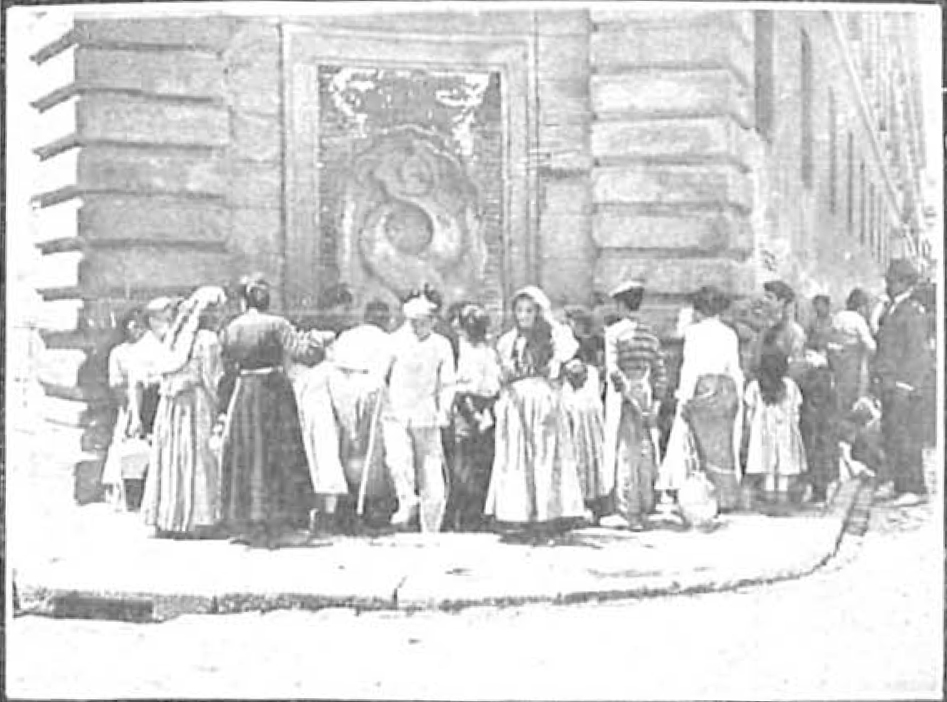
Fuente de los Delfines hacia 1904.

La fuente de los Delfines, que en principio se abastecía del viaje de la Fuente Castellana, se integró luego en el plan de abastecimiento de aguas a Madrid del Canal de Isabel II.

## Descripción

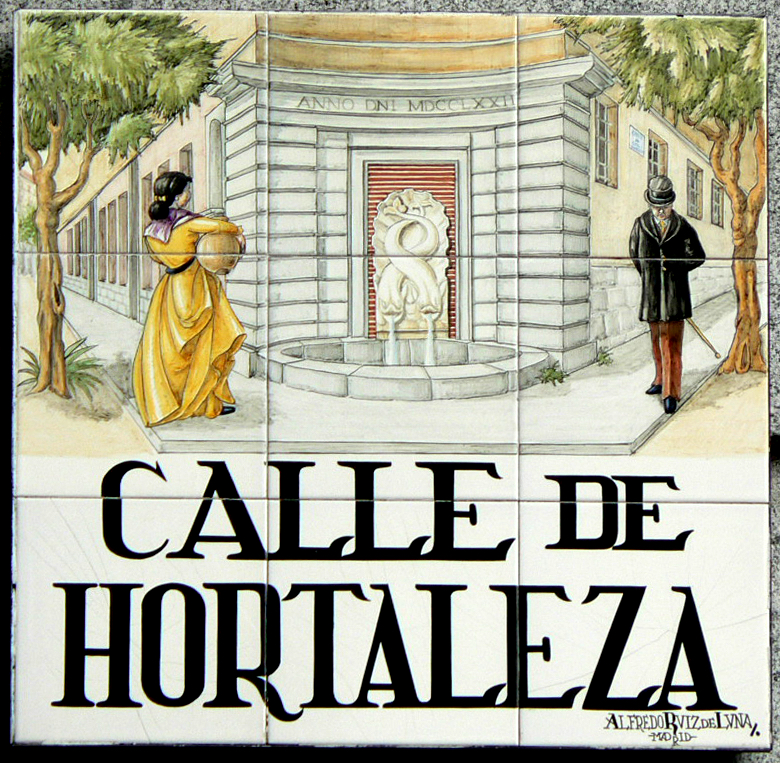
La fuente de los Delfines en el cartel de azulejos de la calle de Hortaleza.

La fuente recupera parte del marco arquitectónico anterior sobre el chaflán almohadillado, pero han desaparecido el pedestal rematado por la gran concha a la que se abrazaban dos galápagos, y el gran jarrón decorado con una guirnalda y coronado por una alcachofa.
Además de la reducción de cuatro caños a dos y la disminución del diámetro de su pila, lo más significativo y notorio de la remodelación fue la sustitución de los galápagos por dos delfines enlazados. Para su reconstrucción y las sucesivas mejoras de conservación se volvió a recurrir a la piedra blanca de Colmenar, en los delfines, y el granito para la estructura.